# Pseudophilautus temporalis
Pseudophilautus temporalis é uma espécie de anfíbio da família Rhacophoridae. Foi endémica do Sri Lanka.